# Classe SC-1
La classe SC-1 est une de classe de chasseurs de sous-marins construits pendant la Première Guerre mondiale pour la marine américaine. Ils sont commandés en très grand nombre afin de lutter contre les attaques des sous-marins allemands, avec 442 bateaux construits de 1917 à 1919.